# Лаврентьево (Алтайский край)
Лаврентьево — упразднённый посёлок в Заринском районе Алтайского края. На момент упразднения входил в состав Новозыряновского сельсовета. Исключен из учётных данных в 1983 году, фактически включен в состав села Новозыряново.

## География
Располагался на правом берегу реки Татарка (приток Чумыша), ныне юго-восточная часть села Новозыряново.

## История
Основан в 1746 г. В 1928 г. село Лаврентьево состояло из 175 хозяйств. В административном отношении являлось центром Лаврентьевского сельсовета Чумышского района Барнаульского округа Сибирского края.
Решением Алтайского краевого исполнительного комитета от 27.07.1983 года № 270 поселок исключен из учётных данных.

## Население
В 1926 г. в селе проживало 820 человек (390 мужчин и 430 женщин), основное население — русские.